# 早良 (声優)
早良（さら、4月9日 - ）は、日本の女性声優。ラベリテ・プロ所属。長野県出身。

## 出演作品

### テレビアニメ
- もえがく★5（仙菜まゆ、アキバ系アイドルB、ギャラリーA）

### ゲーム
- もえがく＠ポータブル（神鳥まどか）